# Milton Stelardo

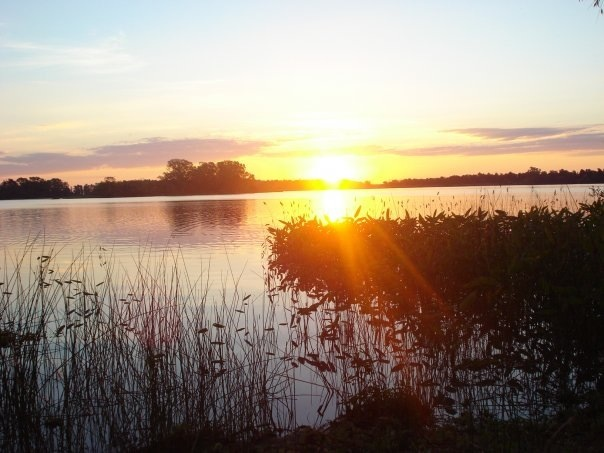
Foto de la Represa del Arroyo Canelón Grande, paraje donde se centran muchos de los cuentos de Stelardo.

Milton Stelardo (Canelones, 13 de julio de 1918 - 23 de diciembre de 2001) fue un escritor, funcionario y profesor uruguayo.
Fue profesor de Historia, ejerciendo la docencia en el Liceo Tomás Berreta de Canelones y en el de Florida. Entre 1955 y 1958 fue Secretario del Concejo Departamental de Canelones, entre 1959 y 1966 fue director de la Biblioteca Municipal de dicha ciudad y fue también Ministro de la Corte Electoral entre 1966 y 1971. Fue miembro de la Academia Nacional de Letras, siendo seleccionado para ocupar el Sillón Delmira Agustini, desde julio de 1995 hasta su fallecimiento, en 2001. 
El 22 de octubre de 2001, por decreto de la Intendencia Municipal de Canelones, la Sala de Lectura de la Biblioteca Municipal de Canelones «Froilán Vázquez Ledesma», fue denominada Sala Milton Stelardo en su homenaje.

## Sobre su obra
En el prólogo de «Cuentos Selectos», Juan Carlos Urta Melián dice «Exaltado por una singular obra narrativa, ingresa Milton Stelardo, por medio de este volumen de la Biblioteca Artigas, a ese Olimpo bibliográfico de la cultura nacional que es la Colección de Clásicos Uruguayos. Y lo hace con todos los honores. El juicio consagratorio de una crítica severa y exigente lo respalda» En dicho prólogo el autor es descrito como «Recatado, austero, silencioso, con facilidad y calidez para trasmitir la autenticidad de sus sentimientos, el escritor es el mejor personaje de su magnífica narrativa» En el diario local donde dan la noticia de dicho galardón, el escritor dice «...me siento muy honrado porque estando vivo han seleccionado mis cuentos para incluirlos en los clásicos uruguayos».
En la publicación «Capítulo Oriental, la historia de la literatura uruguaya» Stelardo es incluido dentro de los nuevos narradores, posteriores a la generación del 45, junto con escritores como Eduardo Galeano, Sylvia Lago, Cristina Peri Rossi, y otros. De su narrativa destacan en dicha publicación el hecho de que, a diferencia de los escritores del 45 que dirigían la mirada del lector a la vida de la ciudad, este lo hace hacia la vida en el campo.

Milton Stelardo, quien vive y trabaja en Canelones, apresa en una serie de trabajos reposados y de noble hechura algunos tipos del hombre de campo y con sencilla naturalidad sabe darles vida y verdad. Son seres y situaciones comunes:el viejo para quien la muerte tarda en llegar (La demorona; el paisano hipocondríaco que recupera amor y coraje justamente (Los 37 grados), una crónica sobre la generosidad chacarera, hecha con amor y con humor (La familia Oriental, escenas del censo; las supersticiones ridículas y siniestras del habitante de tierra adentro (El daño, el cinto, la cura)y una nouvelle original y solitaria en la literatura campesina: La iglesia de Sosaya... =Mercedes Ramírez de Rossiello, Capítulo Oriental, la historia de la literatura uruguaya" N 38

En su artículo «Semblanza del escritor Milton Stelardo», publicado en "La Onda Digital", el escritor canario Guillermo Degiovanangelo describe el estilo narrativo de Stelardo, manifestando que sus relatos «nos pintan perfectas estampas de la vida de la gente de nuestra campiña: sus tareas, oficios, costumbres, su arte en la cocina (canaria,vasca,criolla, italiana, etc.)», rescatando también la historia de «los parajes,los pueblos y las construcciones que merezcan atención». Destaca también que sus personajes son reales, con el mismo nombre que les da en la narración, y que «son humildes en sus ambiciones y humanamente hermosos de alma, aún los pícaros y bribones».
Degiovanangelo describe la narrativa de Stelardo de la siguiente manera:

En suma, los relatos de Stelardo parecen desarrollarse en dos carriles: por uno va el autor contando sin parar (como era su modo), y por el otro sus protagonistas van insertando sus pensamientos, sus comparaciones explicativas, sus locuciones. El autor no se detiene a redundar acerca de un diálogo; no lo vemos nunca intervenir en medio o al final de una disertación. Los paisanos exponen sus parlamentos sin interrupción; de un tirón. Y ésta es una de las originalidades de Stelardo, a la vez que uno de los aportes al arte de la narración.
 
Pero lo más rico de la literatura de Milton Stelardo consiste en que este autor ha ido, a lo largo de casi medio siglo, recogiendo en forma oral, contada por los propios protagonistas, las historias que nos cuenta en sus libros. De esta manera el escritor rescata ese tesoro de hechos que se convierten en la excusa para hablarnos de un mundo de cosas más importantes que la anécdota en sí. Por eso son relatos y no cuentos lo que escribe Stelardo, ya que en estos últimos el valor radica en el argumento y en el tratamiento del mismo, mientras que en los relatos, al igual que en las crónicas, interesan otras cosas.

## Premios obtenidos
El autor obtuvo numerosas distinciones a nivel nacional y local,además de ser seleccionado para integrar con su obra la Colección de Clásicos Uruguayos de la Biblioteca Artigas, donde se publican las obras de destacados escritores nacionales. El 13 de mayo de 1999, el  diario Hoy Canelones informaba que «El escritor Milton Stelardo ha entrado al selecto grupo de autores cuyas obras han sido publicadas en la Colección Clásicos Uruguayos de la Biblioteca Artigas...»
- Premio Victoriano Montes con el cuento «El daño» (1962)[6]
- Mención Página Literaria de «El País» por el cuento «La Demorona» (1962)
- Instituto Cultural Uruguayo-Argentino (1962)
- Mención en Premio «Ciudad de Tacuarembó» (1967)
- Premios Ministerio de Educación y Cultura (1971,1979,1985)
- Premios Intendencia Municipal de Montevideo (1974,1978)
- Premio «José Pedro Varela» de Cooperativa Magisterial (1975)
- Premio Intendencia Municipal de Canelones (1979)

## Obras publicadas
Stelardo publicó más de 55 relatos en diferentes publicaciones, siendo «El Arao Viejo» el libro que recopila todos sus cuentos.
- La Demorona y otros cuentos (Ediciones de la Banda Oriental. Montevideo,1968)
- La Monteadora y otros cuentos (1976)
- Cuentos (1980)
- Cuentos (1986)
- Relatos del Lago (1988)
- El Crimen y la Maldición y otros cuentos. (1995)
- Una Voluntad y otros cuentos (1997)
- Cuentos Selectos. (1999)
- El Arao Viejo. Milton Stelardo. sus cuentos. (1999)[1]